# NHK 고후 방송국

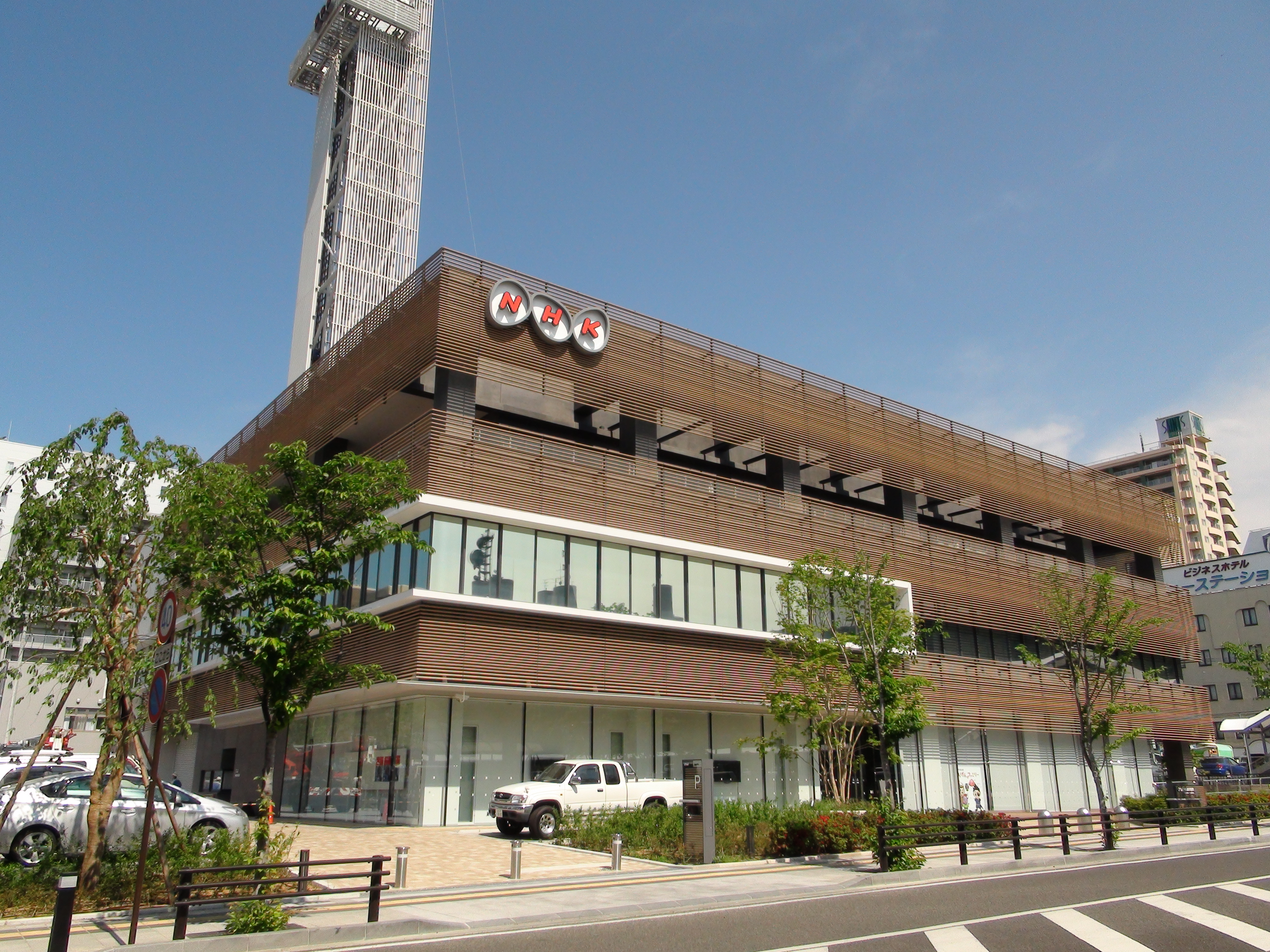
NHK 고후 방송국

NHK 고후 방송국(甲府 放送局)은 야마나시현을 방송구역으로 하는 NHK의 지역방송국이며 중파·FM라디오·텔레비전 방송을 담당하고 있다.

## 연혁
- 1937년 12월 21일 개국·라디오 제1방송 방송 개시
- 1959년 9월 18일 아날로그 텔레비전 방송(종합 텔레비전) 개시
- 2006년 2월 10일 지상파 디지털 텔레비전 서비스 방송 개시
- 2006년 4월 1일 지상파 디지털 텔레비전 방송을 개시(하이비전·원세그 동시)
- 2011년 7월 25일 지상파 아날로그 텔레비전 방송 완전히 종료

## 채널·주파수
- 종합 텔레비전 고후본국 21ch(JOKG-DTV)
- 교육 텔레비전 고후본국 23ch(JOKC-DTV)
- 라디오 제1방송(콜사인:JOKG)
  - 고후 방송국:927kHz
  - 후지요시다 중계국:1584 kHz
- 라디오 제2방송 고후본국 1602kHz(JOKC)
- FM방송(콜사인:JOKG-FM)
  - 고후 방송국:85.6MHz
  - 미쓰도게 중계국:86.0MHz
  - 미노부 중계국:84.7MHz

## 현내 방송국
- 야마나시 방송(YBS)(TV는 니혼 TV계열, 라디오는 JRN&NRN계열)
- TV 야마나시(UTY)(도쿄 방송 계열)
- FM 후지(FM FUJI)(독립방송국)